# زباله سمی

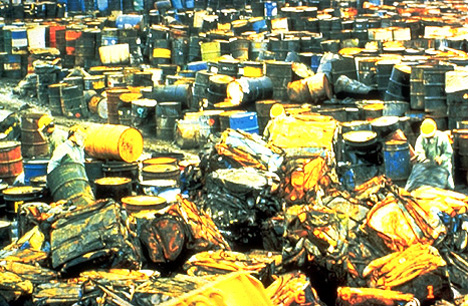
محل زباله‌های سمی در کنتاکی آمریکا، ۱۹۸۰

زباله سمی (به انگلیسی: Toxic Waste) هر نوع ماده نامطلوب در هر شکلی است که می‌تواند آسیب ایجاد کند (برای مثال از طریق بلعیدن، یا جذب شدن توسط پوست). بسیاری از لوازم خانگی روزانه از قبیل تلویزیون، کامپیوترها و گوشی‌های همراه حاوی مواد شیمیایی سمی هستند که می‌توانند آب، خاک و هوا را آلوده کنند. دفع این گونه زباله‌ها یکی از معضلات اساسی سلامتی برای انسان و طبیعت است.